# 包拯
包拯（999年3月5日—1062年7月3日），字希仁，廬州合肥（今安徽省合肥市肥东）人，北宋人，官至從二品枢密副使、朝散大夫、给事中、上轻车都尉，封东海郡开国侯、食邑一千八百户、食实封四百户，赐紫金魚袋。赠礼部尚书、谥号“孝肃”。包拯以清廉公正聞名於世，被后世稱譽为「包青天」，又被譽為「中國司法之神」。

## 别名

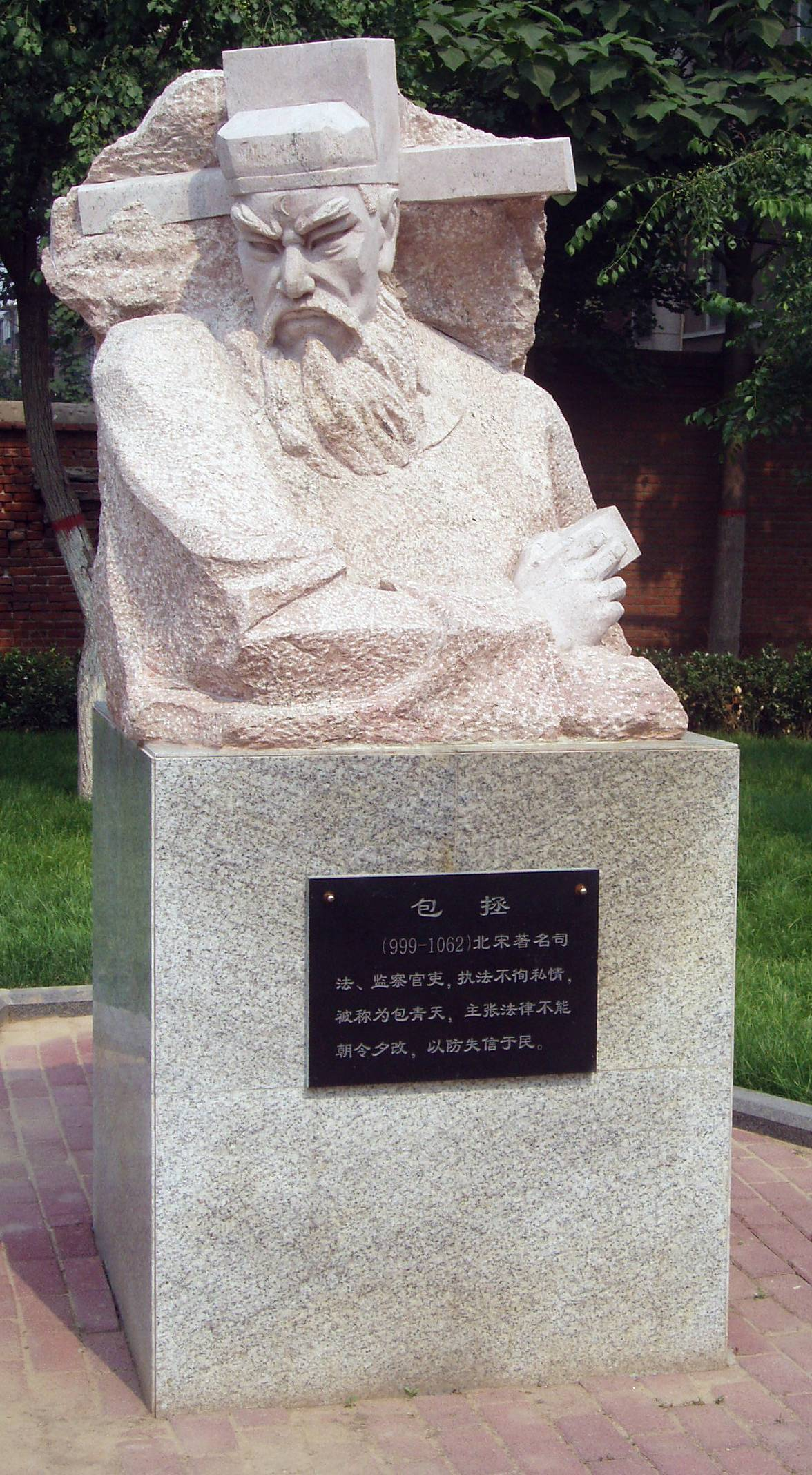
包拯雕像

包拯曾任天章閣待制，人稱「包待制」；后进为龙图阁直学士，故后人亦称「包龙图」。此外，其形象传说为黑面，故此亦被称为「包黑子」、「包黑炭」。

## 生平

### 出生
宋真宗咸平二年二月十五日（999年3月5日），包拯出生于庐州合肥（今安徽省合肥市）。

### 仕途
宋仁宗天圣五年（1027年）中丁卯科进士，授大理评事（从八品下），知建昌县；以父母年老，没有赴任。又监和州税收，其父母不想让他离开，于是一直在家乡侍奉父母。几年之后，他的父母亲相继去世，包拯在双亲的墓旁筑起草庐，直到守丧期满。调知天长县。任滿後，調任端州（廣東肇慶）知州。回京任監察御史里行，又改監察御史，為「言事官」（又稱言官）（對處事不當、行事不法的官僚，都可以進行彈劾）。為懲治貪官，宋仁宗慶曆四年（1044年），他向宋仁宗上書《乞不用贓吏》，認為清廉是人們的表率，而貪贓則是「民賊」。包拯七次上書彈奏江西轉運使王逵，揭露他「心同蛇蠍」、殘害百姓，並嚴厲批評宋廷的任官制度。宋仁宗皇祐二年（1050年）至三年間，包拯知諫院，三次彈劾皇室外戚張堯佐，稱其“真清朝之秽污，白昼之魑魅”，又審清妖人冷青冒充皇子案，震動朝野。
宋仁宗嘉祐元年12月（1057年1月），包拯以龍圖閣直學士權知開封府，至嘉祐三年六月離任，前後只有一年有餘。但在這短短的時間內，把號稱難治的京城開封府，治理得井井有條。敢於懲治權貴的不法行為，堅決抑制開封府吏的驕橫之勢，並能夠及時懲辦誣賴刁民。包拯公正廉明、明察秋毫、鐵面無私、斷案如神，因此受人敬仰。
宋仁宗嘉祐六年（1061年），他進入「二府」成為北宋最高決策機關成員（從二品樞密副使）後，衣著飲食和器具依然「如布衣時」，是古代中国清官的典型代表，民間諺語有云：“关节不到，有閻羅包老。”包拯為人嚴正，殊少笑容，時人以“黃河清”比喻包拯之笑。曾與包拯同朝為官的歐陽修、司馬光，乃至後世如朱熹、劉敞等，對包拯皆有正面評價。

### 逝世及身後
嘉祐七年五月二十四日（1062年7月3日），包拯病逝於開封府，享壽六十三歲。宋仁宗加封包公為東海郡開國侯，贈官禮部尚書，還根據包公「少有孝行，聞於鄉里；晚有直節，著於朝廷。」追諡其為孝肅，妻子董氏把包拯生前奏議底稿交付至門生張田輯錄成《孝肅包公奏議》（即《包拯集》）傳世，次年歸葬合肥，墓誌銘由同為樞密副使的騎都尉、濮陽縣開國子吳奎撰寫、朝奉郎、上騎都尉楊南仲書寫以及甥將仕郎、守溫州里安縣令文勳篆蓋（現存安徽省博物館）。
另，在河南巩义宋陵，有一座包拯的陪葬墓。

## 家庭
- 父亲：包令仪
- 母亲：张□
- 妻子：李□（早卒）、董□（继室）
- 媵妾：孙□
- 长子：包繶，儿媳：崔□
- 次子：包绶，儿媳：张□（张田之女，早卒）、文□（文彦博之女）
- 女儿：包□，女婿：王向
- 女儿：包□，女婿：文效

## 家族

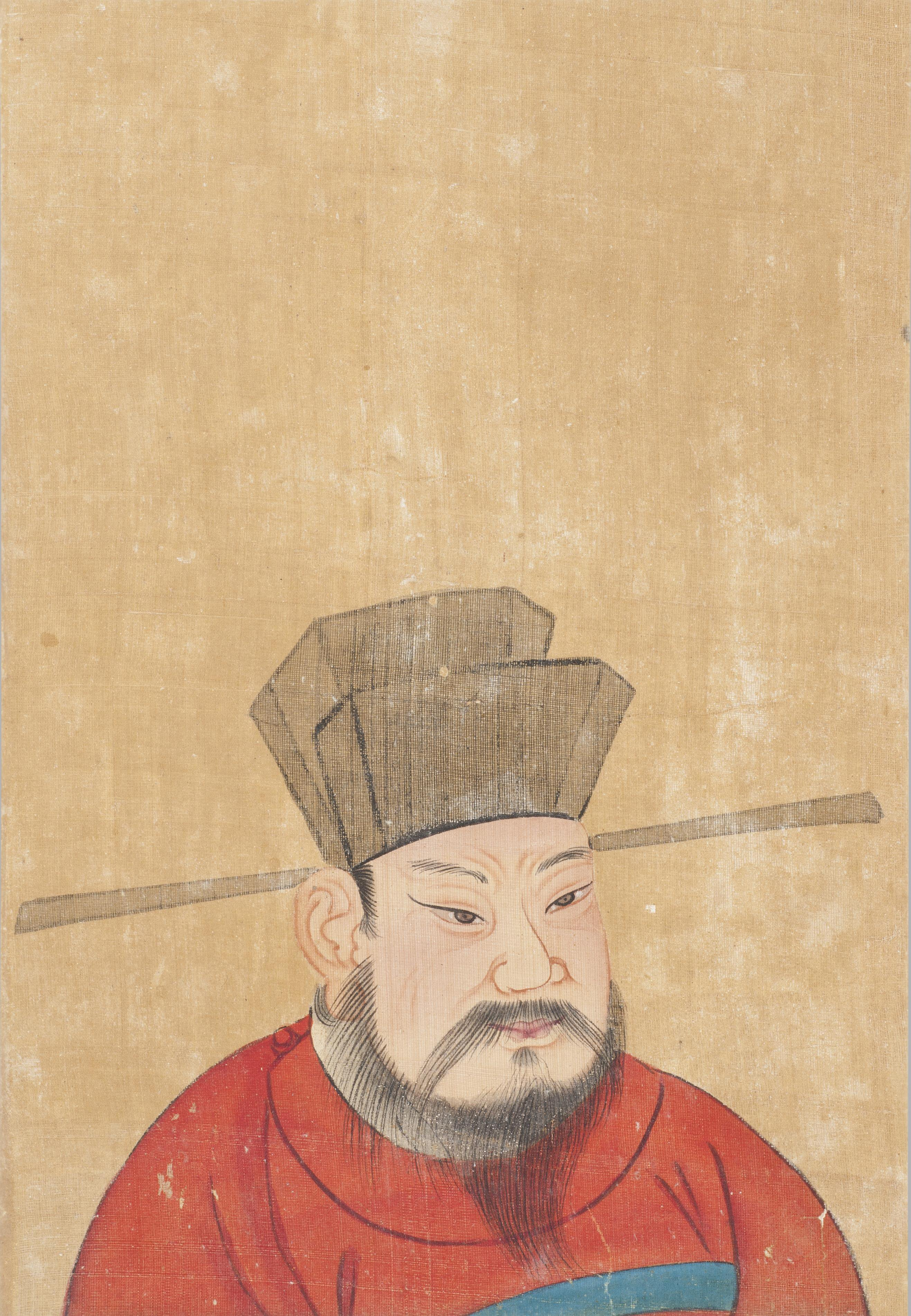
包拯

包拯父包令儀為太平興國八年進士，官至刑部侍郎。祖父包士通是平民。據出土於1973年包公墓的包公墓铭記載：包拯先後有三妻，分別為張氏、董氏和媵孫氏（媵指陪嫁婢女，或可指妾侍）。妻子董氏於宋神宗趙頊熙寧元年（1068年）病逝於合肥，與包拯合葬。
包拯與董氏生有一子包繶，但他婚後兩年染病身亡，其子（即包拯孫子）包文輔於五歲時夭折，長媳崔氏則於宋哲宗紹聖元年（1094年）過世，享年62歲。
包拯將媵妾孫氏遣送回家，但其實孫氏已經身懷六甲，媳婦崔氏得悉後妥為照顧。1058年孫氏為包拯生下一子，家族香火得以承傳，拯替他取名包綖，崔氏幫他改名為包綬。包綬成過兩次親，第一次是娶包公門生、做過廬州知州的張田的女兒，張氏早包綬而死；第二任妻子是宰相文彥博的小女兒，出身相門的文氏，並不是一位雍容華貴的嬌小姐，她恬靜寡欲，生活儉樸，待人和善，從不以勢自居，見他人有難，還樂於慷慨接濟。她經常吃素，與丈夫包綬一同篤信道教，視富貴如糞土，在北宋百餘年的太平時代下，包綬夫妻二人嚴守父命，看重節操。文氏早包綬四年去世，於宋徽宗趙佶建中靖國元年病故，享年僅三十多歲；包公另有兩女。

### 後世子孫

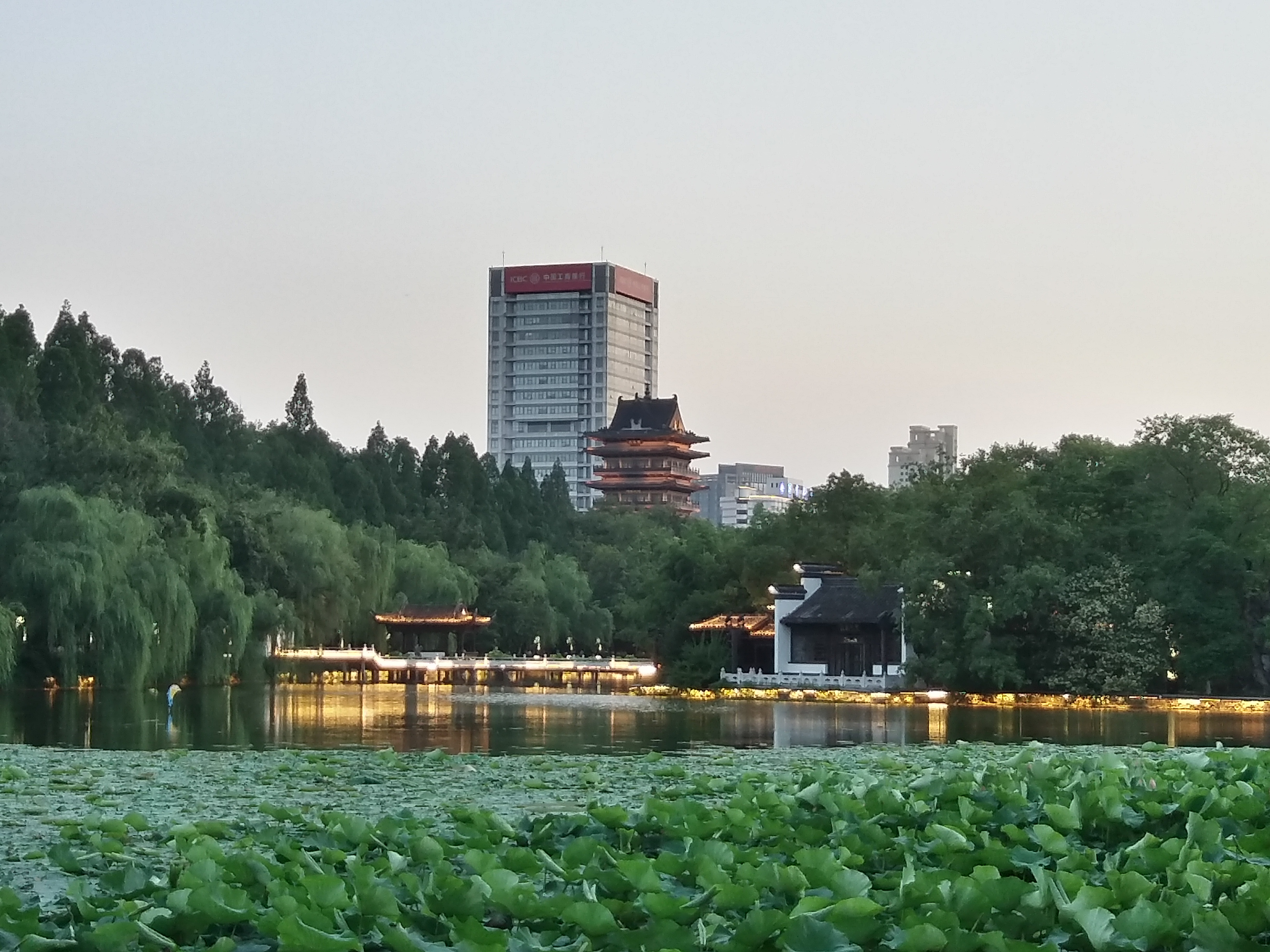
安徽合肥包公园

- 8世孙：包遜
- 9世孙：包恢

## 紀念文資
- 包公故里文化園(2023年)︰安徽省合肥市肥東縣包公鎮小包社區青天路
- 包孝肅公墓園遺址（1063年-1987年）：安徽省合肥市瑤海區大興鎮伏龍社區（今合肥大興塔陵園）
- 包公墓（1987年）：安徽省合肥市包河區包公街道包河社區蕪湖路72號包河南畔內，保留了舊墓群的包公遺骨及文物，1987年落成，與包公祠緊緊相連。
- 包公祠：安徽省合肥市包河區蕪湖路72號包河公園包公祠旁的包公墓，於1987年10月1日重修對外開放；開封包公祠則是世界規模最大、資料最全、影響最廣的專門紀念包公的場所。
- 包公井遺址：安徽省合肥市包河區義城街道迎淮社區迎淮路原址亦搶救未果，1986年成為合肥市第四中學（合肥四中）的一幢五層樓宿舍。
- 包公廟：湖南省郴州市宜章縣栗源鎮四合村G107国道旁
- 包公廟中學（1989年）：湖南省郴州市宜章縣栗源鎮，是一所乡鎮中学。学校原址是宜章县第五中学的旧址
- 包公祠：廣東省肇慶端州區城西街道廠排街21號
- 包公文化園：廣東省肇慶端州區城西街道廠排街24號。肇慶包公文化園在原包公祠基礎上改造和新建，建築面積8790平方米，由包公祠、清心園、包公文化廣場、宋文化街、戲台和沿江景觀平台六部分組成。
- 包公廟（清光緒十五年1889年）：澳門三巴門福慶街鏡湖醫院附近
- 北文紫祥宮包公廟：新北市林口區瑞平里3鄰瑞樹坑24之1號
- 天文宮-包青天（1946）：苗栗縣後龍鎮水尾里3鄰9之5號
- 沙鹿朝僊觀：臺中市沙鹿區沙鹿里大同街21巷12號
- 青天堂包公廟（1974）：臺灣省南投縣埔里鎮東門里忠孝路157號
- 包青宮（1974）：臺灣省南投縣竹山鎮德興里包公巷2號，祖廟為雲林四湖海青宮
- 三條崙海清宮（清乾隆三年1738年）：臺灣省雲林縣四湖鄉崙北村的包公廟，被視為臺灣供奉包公的祖廟
- 府城三協境下南河南沙宮開基包公廟（清乾隆十一年1746年）：臺南市中西區和平街55號
- 大發開封宮包公廟（1969年）：高雄市大寮區大寮里開封街120號

### 文化大革命的破壞

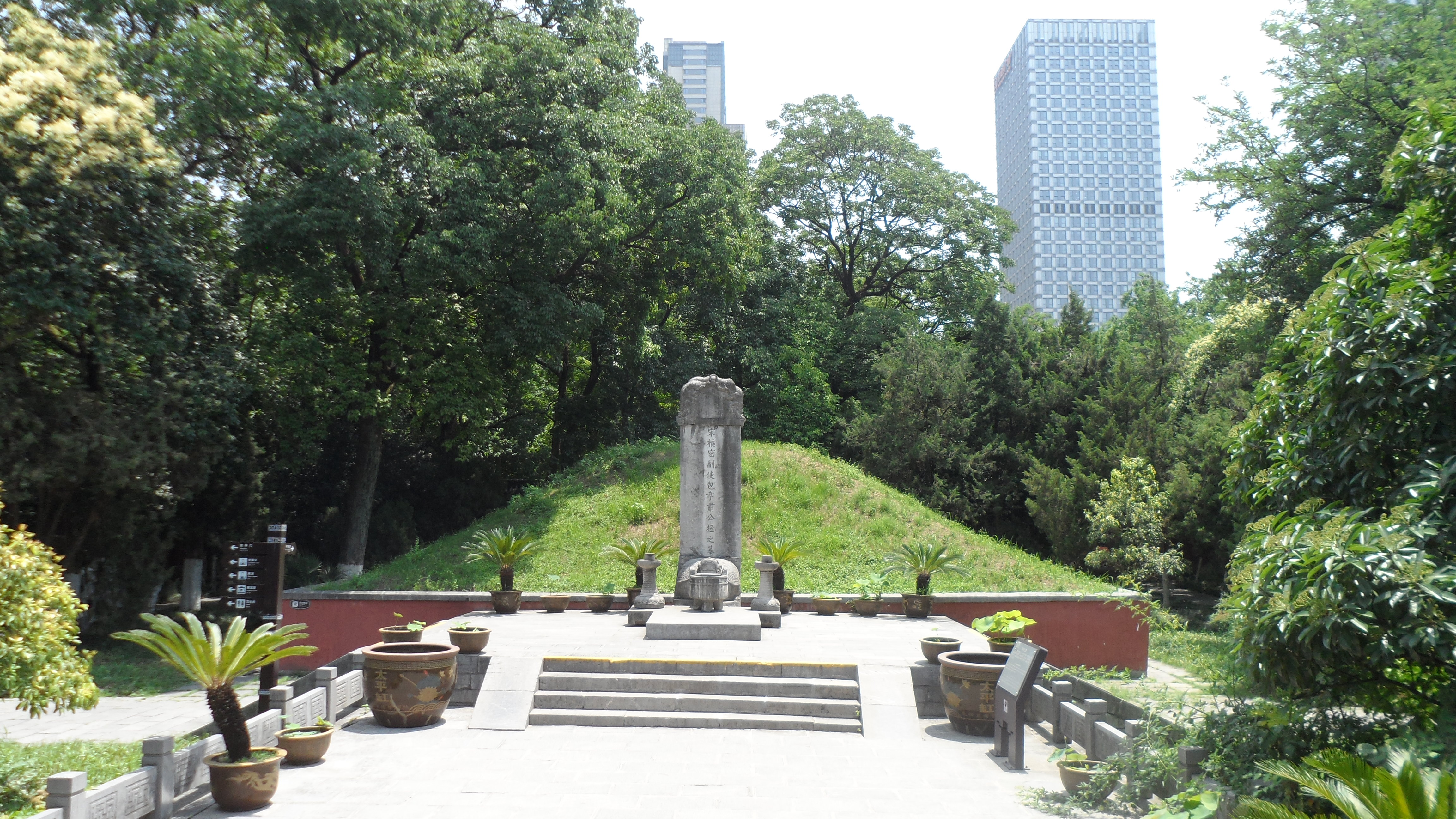
合肥包公园内的包公墓

包公病歿後一年（1063年）歸葬於今日合肥市東郊大興集，該墓曾於1199年由淮西路官員重修。文化大革命期间，中國千年文物受到前所未有之浩劫，其中批臭清官的謬論風潮盛起，清官被視為「比貪官更壞」，「具更大欺騙性」，「鞏固封建主義」的批鬥對象，故而清官形象代表人物包公竟成為眾矢之的，遺址文物受到嚴重的破壞，合肥市包河公园中的包公祠被洗劫一空，包公塑像被粉身碎骨，包公后裔世代相传保存下来的包公画像和《包氏宗谱》付之一炬。
1973年3月時包公墓及包氏宗族墓群因當時合肥市革命委員會冶金建设指挥部以徵用工廠的建設用地的理由被強行「遷墳」，而在紅衛兵瘋狂破壞下，相關人員為搶救文物只能成立一个「包公墓清理發掘领导小组」進行包公墓的挖掘與清理，發掘出包公遺骨及新發現的兩塊墓銘石《宋枢密副使赠礼部尚书孝肃包公墓铭》、《宋故永康郡夫人董氏墓志铭》，並發現包公墓實為包公和董氏（第二任妻子）合葬墓，而且曾因受破壞而遷移，另外也挖掘與清理了長子包紹夫婦墓、次子包綬夫婦墓、孫子包永年墓。
但之後包公及其家人的遺骨因族人害怕文革迫害（例如：當時当地的公社书记以「搞封建宗教活动，大包村的土地不能让封建社会的孝子贤孙给抹黑」为由不允许包公的遺骨下葬，否则立即销毁），另行偷偷安葬而不知所終，僅留下曾送往北京進行鑑證的34块包公遺骨，現存於新建的包公墓園。
而另一相關古跡「包公井」原址亦搶救未果，於1986年成為合肥市第四中學（合肥四中）的一幢五層樓宿舍。1985年重建包公墓园於合肥市內包河南畔林區內，保留了舊墓群的包公遺骨及文物，1987年落成，與包公祠緊緊相連。

## 評價
包拯在當朝以清正剛直著稱，直到後世仍然被後人所尊敬。
- 朱熹稱包公：「復為京尹，令行禁止，立朝剛毅。」
- 欧阳修稱包公：「清節美行，著自貧賤，讜言正論，聞於朝廷。」
- 劉敞稱包公：「識清氣勁，直而不撓；凜乎有歲寒之操。」
- 奉旨編集《資治通鑑》的司馬光也稱讚包公：「仁宋時，包拯最名正直。」
- 《宋史》：「公性峭直，惡吏苛刻，務敦厚，雖其嫉忠，而未嘗不推以忠恕也。與人不苟合，不為辭色悅人，平居無私書，故人、親黨皆絕之。雖貴，衣服、器用、飲食如布衣時。」
- 胡适說包公“是一個箭垛式的人物”，民間的傳說將各式各樣的斷案故事都射到他身上。胡适在《三侠五义·序》说《宋史》只記包拯“割牛舌”一案图。

正史中的包拯雖然清直，但是以敦厚著稱。後世傳說，包拯審案時，好用酷刑，這可能是與他的九世孫包恢的事蹟混淆所致。

## 傳說形象

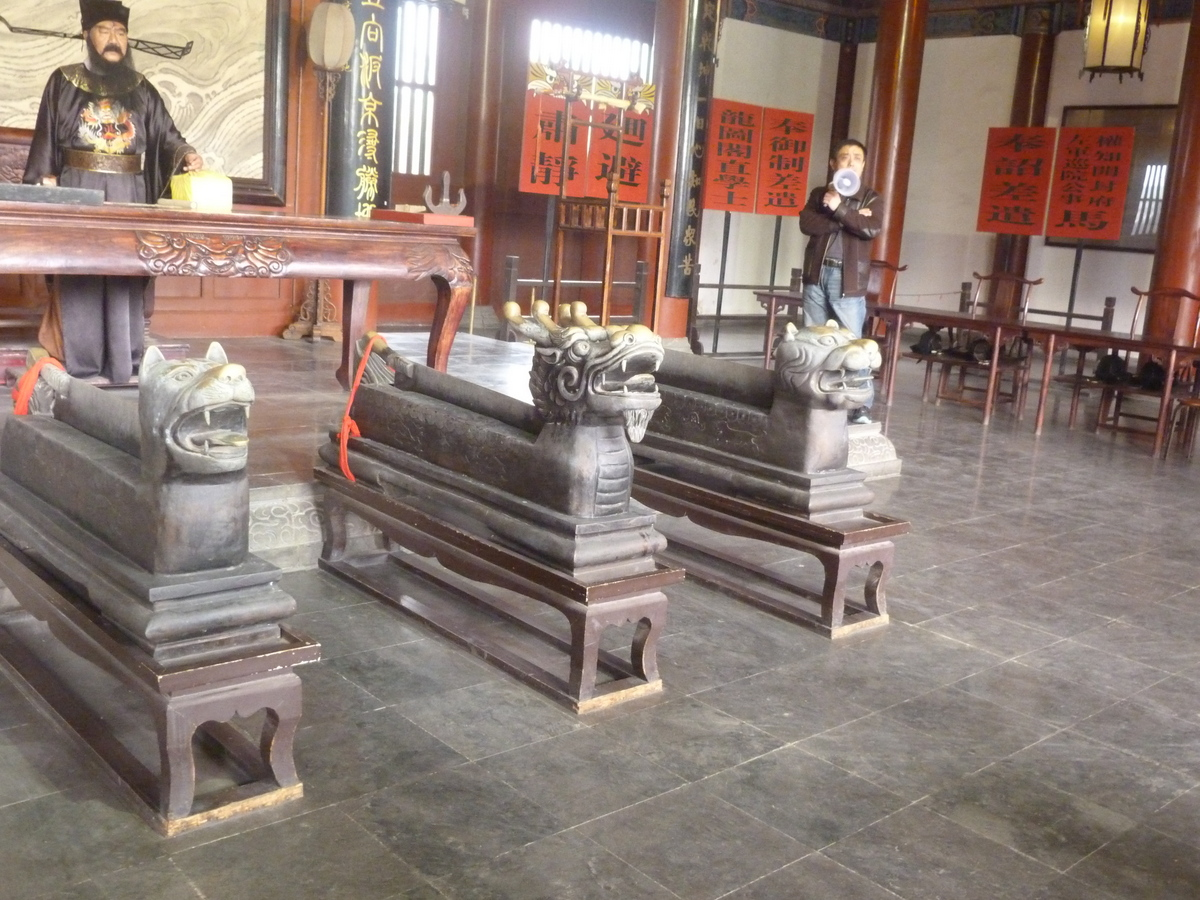
开封包公祠內龍頭鍘、虎頭鍘和狗頭鍘

四大小說之一的《水滸傳》曾指出包公是文曲星的轉世，他與狄青和一文一武開創了北宋的全盛時期。

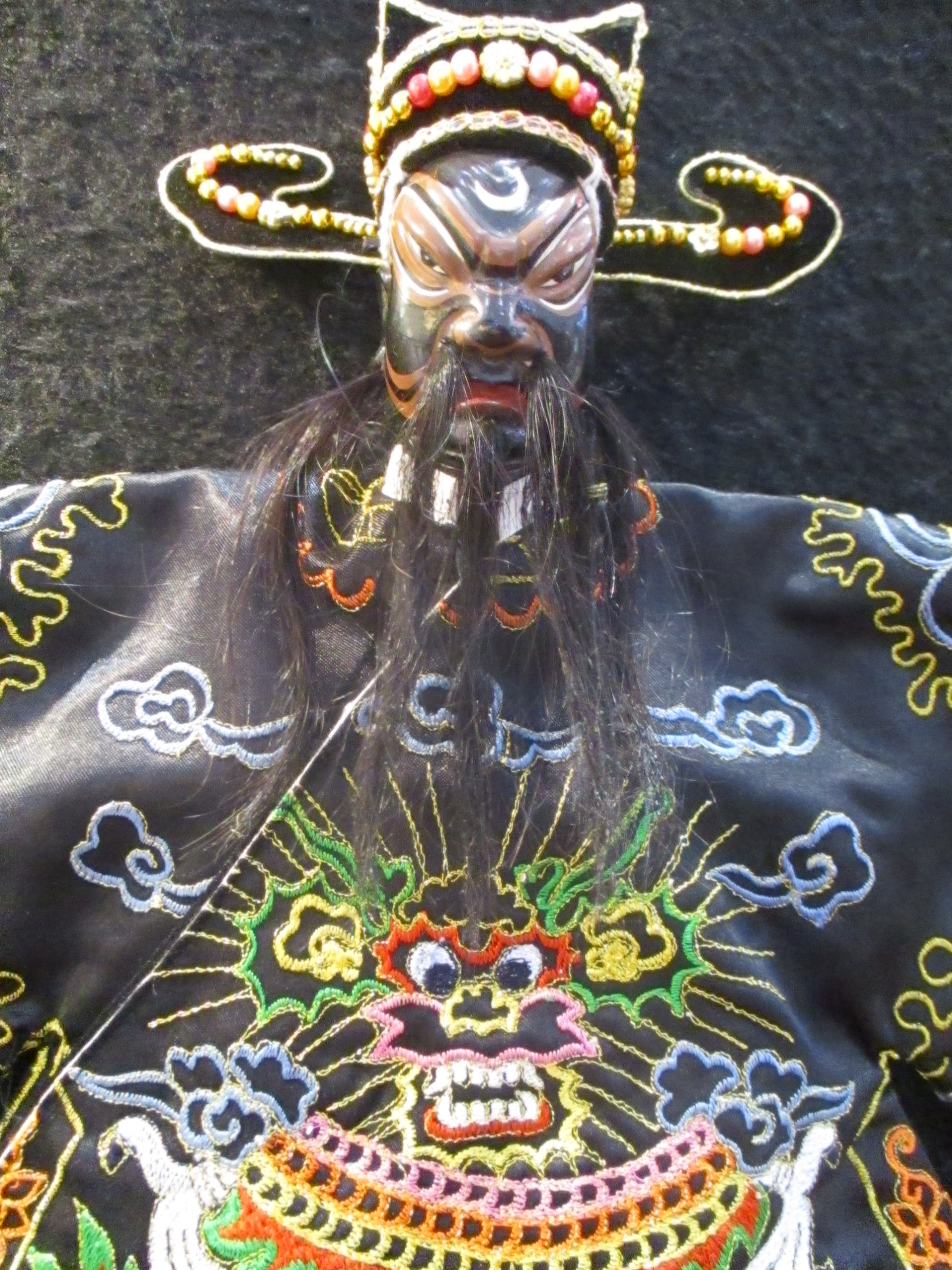
包公的布袋戲偶

京剧《三侠五义》的《乌盆记》中，“乌盆”向“别古”述说他的被害遭遇，并央求“别古”带他到包公处伸冤。
古代小說《七俠五義》以包公為主人公。相傳為奎星轉世，因其大公無私，擁有一副鐵面如墨的臉孔以鎮懾佞臣，額上掛有一彎蒼白明月，故有「包黑子」稱號。但是在歷史中，他的皮膚並不黑，只是為了塑造鐵面無私的形象，劇中才把它的臉變黑，到了現在許多人反而認為他原本就是黑臉。
民間傳說包公任開封府尹期間，得到「四大名捕」（王朝、馬漢、張龍、趙虎）與有足智多謀的公孫策和「御貓」之稱的御前四品帶刀護衛之南俠展昭為左右文武助手，辦案既明查又暗訪，執法既嚴謹又不失人情。在皇室，有八賢王趙德芳撐腰；在朝廷，有丞相王齡為其後盾，並擁有御賜尚方寶劍，有「先斬後奏」之權，因此不論皇家貴族、朝野官宦，乃至平民百姓、販夫走卒，均使正義得以伸張，真正落實「天子犯法與庶民同罪」。

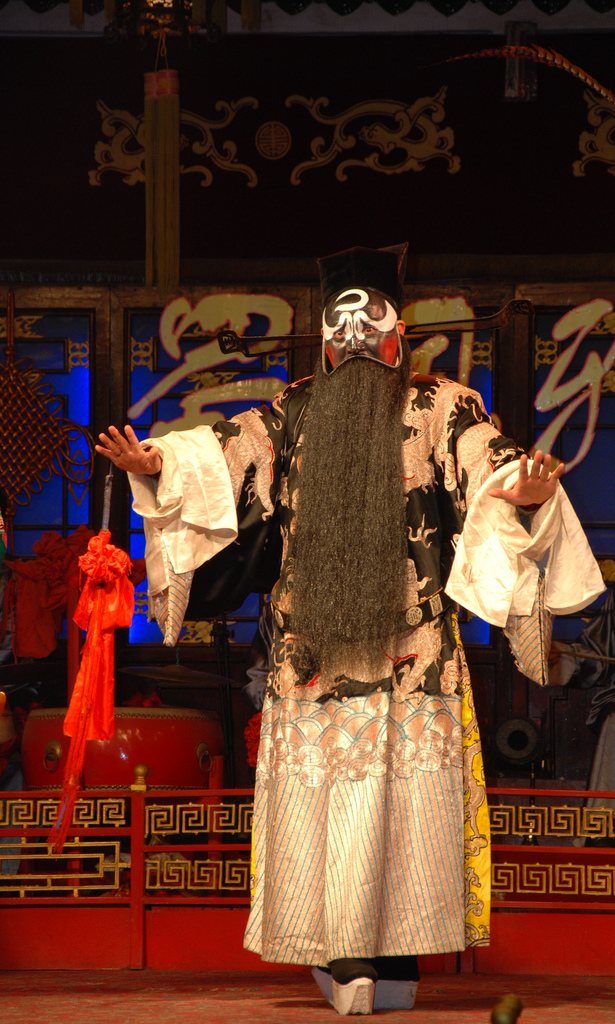
京剧中的包拯形象

開封府大堂，有常設三口鍘刀：龍頭鍘（火龍鍘）專鍘無道謀逆之皇親國戚，虎頭鍘專鍘文武貪濁污惡之百官，而狗頭鍘（犬頭鍘）專鍘窮凶極惡之平民百姓，三口鍘刀亦有先斬後奏之權。傳頌的案件包括《鍘美案》（《鍘駙馬》）、《狸貓換太子》（《打龍袍》）、《鍘龐昱》、《烏盆案》、《鍘包勉》、《鍘判官》、《陳州糶米》等。故事中百姓向包公申冤的方法有：攔路喊冤（趁包公坐轎出巡時攔路向包公申冤）、擊鼓鳴冤（傳說開封府公堂門前有一鼓，任何人擊鼓後，包公便會升堂聆聽喊冤者的冤情）。
傳說包拯審案不分晝夜：夜審陰，日審陽，亦即其晚上靈魂出竅，到陰司審判鬼魂，所以民間流傳的包拯肖像，都在額上畫一枚弦月。華南地區有傳說謂包拯死後被封為十殿閻羅中的五殿森羅王。

### 軼聞

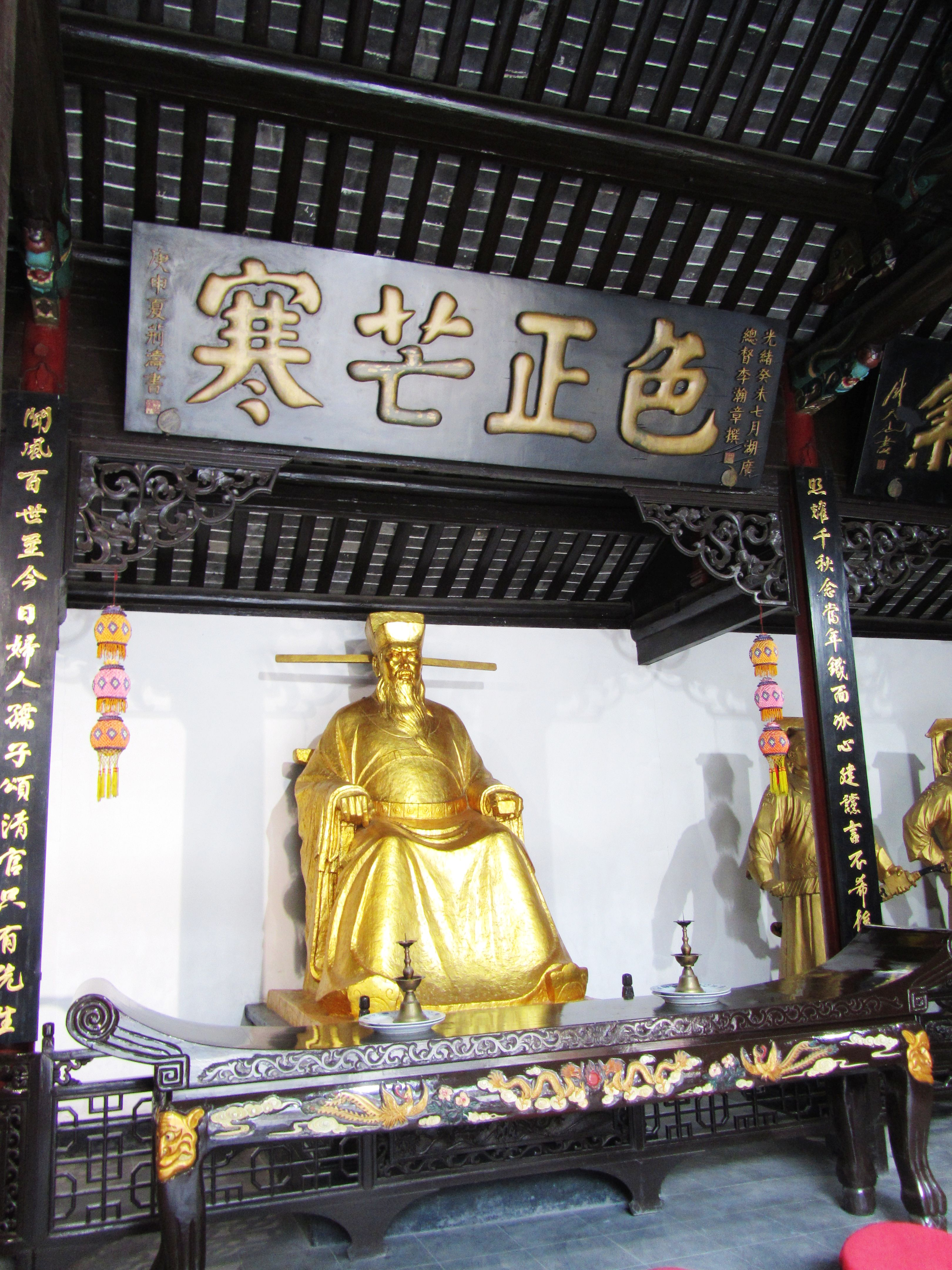
合肥市包公祠

北宋民間筆記《聞見前錄》有孤證紀載，考獲進士的章惇寄居在長輩家中候任期間，與長輩之妾私通而被撞破，翻牆而出時踩傷一名老婦，而被捉往告狀。包拯見章惇為新科進士，憐惜他寒窗苦讀多年，就無定其罪，只著章惇賠償老婦私了。只問踩人案，不問通姦案。根據宋律，私通長輩妻妾至少定罪兩年徒刑。另記，有位深得包拯任用的下屬王尚恭在開封府下轄武陽縣擔任知縣。一次數名百姓上訪，控訴王尚恭徇私害民，請求包拯作主。包拯得知為狀告者為王尚恭後，不知怎麼最後判斷認為告訴者無理，就派人將百姓驅逐，內情無人知亦無其他史料記載，只有該書孤證。

### 包公廟宇
在安徽合肥包公祠旁的包公墓，於1987年10月1日重修對外開放；開封包公祠则是世界规模最大、资料最全、影响最广的专门纪念包公的场所。其餘地區亦有大小不等的包公廟，如廣東肇慶端州區的包公祠、澳門鏡湖醫院附近的包公廟、湖南郴州宜章栗源镇的包公廟等，香港一部份的廟宇以及圍村的神廳內亦有祀奉包公，如大角咀洪聖廟、上環文武廟及灣仔玉虛宮、深水埗三太子及北帝廟。
臺灣的包公祖廟為雲林縣四湖鄉三條崙海清宮；其他較著名的包公廟有臺灣南投縣埔里鎮「青天堂」、南投縣竹山鎮「包青宮」、高雄市大寮區「開封宮」、臺南市「南沙宮」及苗栗縣後龍鎮「天文宮」及新北市林口區「北文紫祥宮」及台中市沙鹿區「臺中朝僊道觀」……等。菲律宾有位于马尼拉计顺市的南洋天地宫，馬來西亞供奉包拯的寺廟有「開封府」坐落於雪兰莪州西部的巴生市及柔佛州（東甲縣）包龍堂，新加坡兩座比較有規模的包公廟分別為新加坡天聖壇與新加坡包公廟。

## 外部連結
- 伊维德：〈罪恶与清官：说唱词话中的包公 （页面存档备份，存于）〉。
- 包青天 （页面存档备份，存于）
- 民間傳奇之包公案 （页面存档备份，存于）（廣播劇）